# Luxemburgo en los Juegos Paralímpicos
Luxemburgo en los Juegos Paralímpicos está representado por el Comité Paralímpico Luxemburgués, miembro del Comité Paralímpico Internacional.
Ha participado en nueve ediciones de los Juegos Paralímpicos de Verano, su primera presencia tuvo lugar en Toronto 1976. El país ha obtenido un total de ocho medallas en las ediciones de verano: una de oro, cuatro de plata y tres de bronce.
En los Juegos Paralímpicos de Invierno Luxemburgo no ha participado en ninguna edición.

## Medallero

### Por edición
Juegos Paralímpicos de Verano
| Evento                                | Oro | Plata | Bronce | Total |
| ------------------------------------- | --- | ----- | ------ | ----- |
| Toronto 1976                          | 0   | 0     | 0      | 0     |
| Arnhem 1980                           | 0   | 0     | 1      | 1     |
| Nueva York 1984 Stoke Mandeville 1984 | 1   | 4     | 1      | 6     |
| Seúl 1988                             | –   | –     | –      | –     |
| Barcelona 1992                        | 0   | 0     | 0      | 0     |
| Atlanta 1996                          | 0   | 0     | 0      | 0     |
| Sídney 2000                           | –   | –     | –      | –     |
| Atenas 2004                           | –   | –     | –      | –     |
| Pekín 2008                            | 0   | 0     | 0      | 0     |
| Londres 2012                          | –   | –     | –      | –     |
| Río de Janeiro 2016                   | 0   | 0     | 0      | 0     |
| Tokio 2020                            | 0   | 0     | 0      | 0     |
| París 2024                            | 0   | 0     | 1      | 1     |
| TOTAL                                 | 1   | 4     | 3      | 8     |

### Por deporte
Deportes de verano
| Evento       | Oro | Plata | Bronce | Total |
| ------------ | --- | ----- | ------ | ----- |
| Atletismo    | 0   | 2     | 2      | 4     |
| Halterofilia | 0   | 0     | 1      | 1     |
| Natación     | 1   | 2     | 0      | 3     |
| TOTAL        | 1   | 4     | 3      | 8     |